# Кашмен (Арканзас)
Кашмен (англ. Cushman) — місто (англ. city) в США, в окрузі Індепенденс штату Арканзас. Населення — 433 особи (2020).

## Географія
Кашмен розташований на висоті 218 метрів над рівнем моря за координатами 35°51′55″ пн. ш. 91°46′45″ зх. д. / 35.86528° пн. ш. 91.77917° зх. д. (35.865276, -91.779189). За даними Бюро перепису населення США в 2010 році місто мало площу 10,36 км², уся площа — суходіл.

## Демографія
Згідно з переписом 2010 року, у місті мешкали 452 особи в 188 домогосподарствах у складі 124 родин. Густота населення становила 44 особи/км². Було 225 помешкань (22/км²).
Расовий склад населення:
| - 93,8 % — білих - 1,1 % — азіатів - 0,2 % — вихідців з тихоокеанських островів - 0,2 % — корінних американців - 2,2 % — осіб інших рас |

До двох чи більше рас належало 2,4 %. Іспаномовні складали 3,5 % від усіх жителів.
За віковим діапазоном населення розподілялося таким чином: 25,9 % — особи молодші 18 років, 58,4 % — особи у віці 18—64 років, 15,7 % — особи у віці 65 років та старші. Медіана віку мешканця становила 40,0 року. На 100 осіб жіночої статі у місті припадало 96,5 чоловіків; на 100 жінок у віці від 18 років та старших — 92,5 чоловіків також старших 18 років.
Середній дохід на одне домашнє господарство становив 36 592 долари США (медіана — 28 641), а середній дохід на одну сім'ю — 42 865 доларів (медіана — 31 667). Медіана доходів становила 40 000 доларів для чоловіків та 27 396 доларів для жінок. За межею бідності перебувало 26,0 % осіб, у тому числі 35,5 % дітей у віці до 18 років та 16,0 % осіб у віці 65 років та старших.
Цивільне працевлаштоване населення становило 174 особи. Основні галузі зайнятості: освіта, охорона здоров'я та соціальна допомога — 29,9 %, виробництво — 26,4 %, публічна адміністрація — 12,6 %, транспорт — 5,2 %.
За даними перепису населення 2000 року в Кашмені проживала 461 особа, 140 сімей, налічувалося 178 домашніх господарств і 208 житлових будинків. Середня густота населення становила близько 44,8 осіб на один квадратний кілометр. Расовий склад Кашмена за даними перепису розподілився таким чином: 96,53 % білих, 1,08 % — корінних американців, 2,39 % — представників змішаних рас.
Іспаномовні склали 1,08 % від усіх жителів міста.
З 178 домашніх господарств в 35,4 % — виховували дітей у віці до 18 років, 66,3 % представляли собою подружні пари, які спільно проживали, в 11,8 % сімей жінки проживали без чоловіків, 20,8 % не мали сімей. 18,5 % від загального числа сімей на момент перепису жили самостійно, при цьому 6,7 % склали самотні літні люди у віці 65 років та старше. Середній розмір домашнього господарства склав 2,59 особи, а середній розмір родини — 2,95 особи.
Населення міста за віковим діапазоном за даними перепису 2000 року розподілилося таким чином: 25,8 % — жителі молодше 18 років, 7,2 % — між 18 і 24 роками, 26,5 % — від 25 до 44 років, 31,0 % — від 45 до 64 років і 9,5 % — у віці 65 років та старше. Середній вік мешканця склав 39 років. На кожні 100 жінок в Кашмені припадало 97,0 чоловіків, у віці від 18 років та старше — 94,3 чоловіків також старше 18 років.
Середній дохід на одне домашнє господарство в місті склав 25 000 доларів США, а середній дохід на одну сім'ю — 29 125 доларів. При цьому чоловіки мали середній дохід в 22 266 доларів США на рік проти 16 625 доларів середньорічного доходу у жінок. Дохід на душу населення в місті склав 11 836 доларів на рік. 15,1 % від усього числа сімей в окрузі і 20,8 % від усієї чисельності населення перебувало на момент перепису населення за межею бідності, при це 22,9 % з них були молодші 18 років і 29,2 % — у віці 65 років та старше.